# کوارتانگو

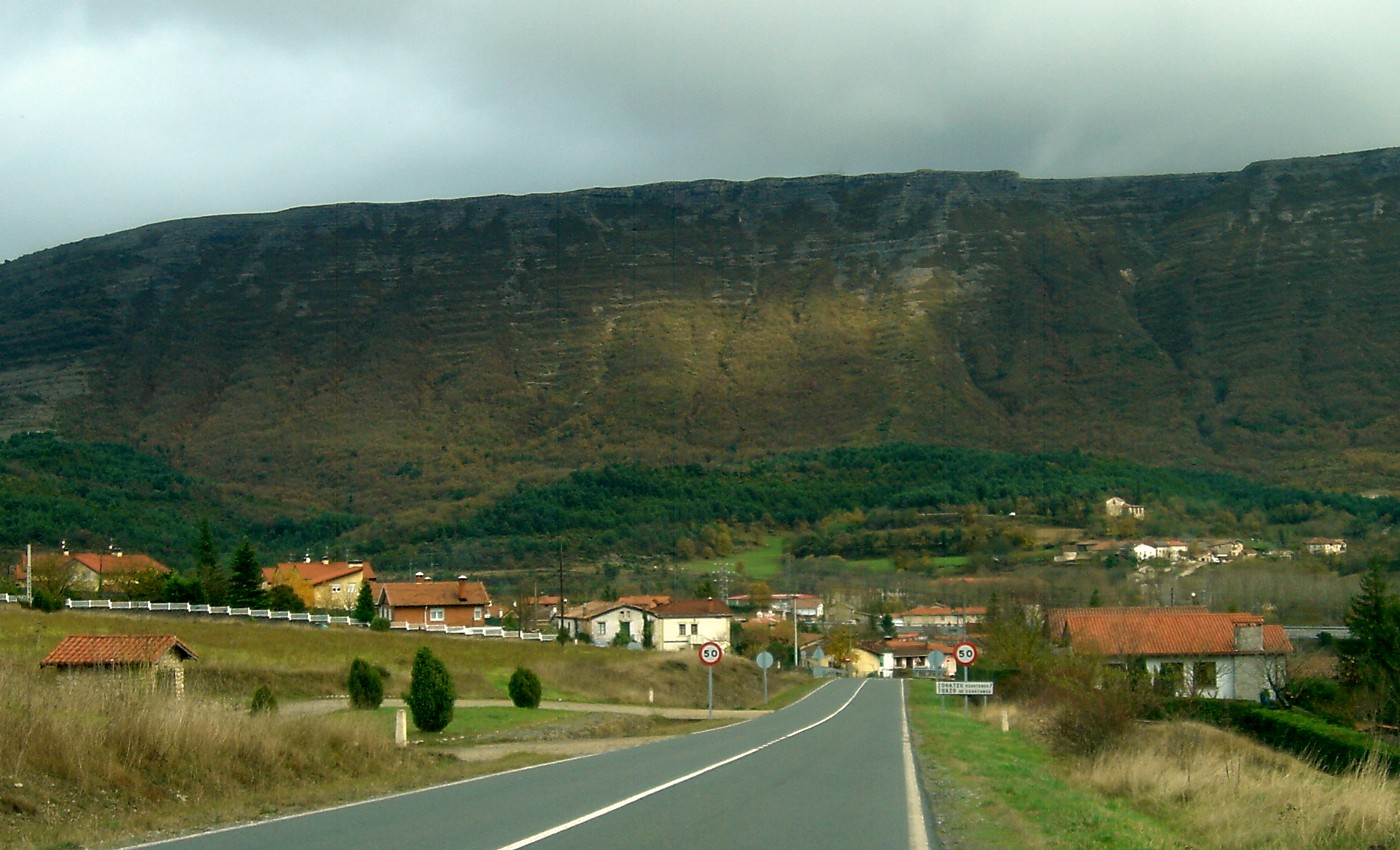
نمایی از دهستان کوارتانگو در آلابای اسپانیا - ۲۰۰۸

کوارتانگو دهستانی در استان آلابای اسپانیا است.
در این دهستان ۳۶۴ نفر زندگی می‌کنند. مساحت این دهستان ۸۴.۵۷ کیلومتر مربع است.

## مراجع
- نام، جمعیت و مساحت از درگاه ملی آمار (اسپانیا) گرفته شده است.